# 宮川大河
宮川 大河（みやかわ たいが）は、日本の漫画家、作曲家。男性。
代表作は｢多数欠｣。

## 来歴
- 2013年、『裏サンデー』（小学館）の第一回投稿トーナメントにて「多数欠」を発表後、U2にて第一部を連載。
- 2014年、『GANMA!』（コミックスマート）にて、「セカイエンジン」の連載を開始。
- 「多数欠」シリーズの続編を『GANMA!』にて2015年から連載中。

## 作品
- 多数欠（第一部 2013年9月11日 - 2014年11月28日、小学館）
- セカイエンジン（2014年4月10日 - 2017年5月21日、コミックスマート）
- 多数欠-FINAL KEQ-（第二部 2015年4月30日 - 2017年11月10日、コミックスマート）
- 多数欠-Judgement Assizes-（第三部 2017年11月17日 - 連載中、コミックスマート）
- MESSIAH of LEGENDIA-[2011年(月日不明) ｰ 2019年12月30日 休載(2021年12月現在も休載中)]

## メディアミックス
- 「多数欠」 PVアニメ（マイクロマガジン）
- 「多数欠」 ドラマCD（マイクロマガジン）
- 「多数欠」 プロジェクトアニメ（GANMA!）
- 「多数欠 ur STORY」 スマートフォン向け位置情報ゲーム

## 単行本リスト
- 多数欠（マイクロマガジンコミックス既刊6巻 2015年1月 - ）[1]

## 受賞歴
- 『100万人が選ぶ本当に面白いWEBコミックはこれだ!』（男ランキング第3位、女ランキング第20位、2018年  TOブックス）[2]
- 『GANMA!キャラクター人気総選挙』（第3位「八木橋藤十郎」、第4位「神臣」、2018年） [3]
- 『GANMA!キャラクター人気総選挙』（第1位「八木橋藤十郎」、2019年）
- ｢アニメ化してほしいマンガランキング｣第2位（2019年）
- ｢アニメ化してほしいマンガランキング｣第7位（2020年）